# Савин от Сполето
Свети Сабин, наречен също и Свети Савин (на италиански: San Sabino или San Savino; на латински: Sancto Sabino; * III век; † 303, Сполето, Римска империя), е  раннохристиянски епископ на град Сполето  в Италия, почитан като мъченик в Римокатолическата църква.
Свети Савин е покровител на град Ивреа в Пиемонт, където се чества на 7 юли, и на град Монселиче във Венето, където се чества на 2 ноември. Той е и съпокровител на градчето Монте Сан Савино в Тоскана, където се празнува на 7 декември заедно със Св. Егидий (един от т.нар. 14 свети помощници) и на град Фермо в Марке, където се чества на 16 август, заедно със Света Дева Мария. 
Резултат от грешка на Джовани Антонио Фламинио – писател от Фаенца от 16 век е традицията, според която Савин е живял на територията на епархията на Фаенца (в Selva Liba, близо до Фузиняно) и е бил първият епископ на града. Не е известна идентичността на тялото, запазено в саркофаг вътре в катедралата на града, носещ надпис на латински: In hoc marmoreo tumulo ossa beatissimi Savini episcopi et martiris requiescunt (В тази мраморна гробница почиват костите на блажения Савин, епископ и мъченик). Савин от Сполето е бъркан и със Свети Савин от Асизи (San Savino di Assisi) и със Свети Савин от Каноза (San Savino di Canosa).
Свети Савин е изобразен на олтарната картина „Величие“ (на италиански: Maestà) на Дучо ди Буонинсеня от 1308 – 1311 г.

## Житие
Савин живее по времето на римския император  Диоклециан и според агиографията е една от първите жертви на неговите гонения над християните. Още преди да стане епископ, той се бори за покръстването на езичниците в Умбрия. Проповядва и в Асизи, а после се посвещава на отшелнически живот .
Управителят на Етрурия и Умбрия Венустиан арестува Сабин и неговите дякони Екзуперанций и Маркел (на латински: Exuperantius et Marcellus) в Асизи. Според легендата, той е изправен на съд, подложен на мъчения и е осъден на смърт. В житиетата, губернаторът се подиграва на неговата вяра, обвинявайки го, че кара народа да се кланя на мъртвец (т.е. на умрелия на кръста Исус Христос). Сабин му отговаря с довода, че Христос наистина е умрял, но после е възкръснал на третия ден след разпъването си (т.е. на Великден). Венустиан настоява за доказателство и го приканва да последва примера на основателя на религията си. За да му "помогне", накарва да му отрежат ръцете. Дяконите на свой ред са убити. Те са много уплашени от мъченията и смъртта, но Сабин ги насърчава да се придържат към вярата и те умират вече по-спокойни, след като са разкъсани с железни куки. В затвора, след мъченическата смърт на дяконите, за Сабин се грижи жена на име Серина. По това време той връща зрението на един слепец и Ветустиан, който страда от сериозно заболяване на очите е впечатлен от това чудо и сам потърсва помощта на Сабин. Излекуван е и покръстен от него, но губи длъжността и живота си. Император Максимиан го заменя с трибун на име Луций, който нарежда да обезглавят него, съпругата му и двамата им сина в Асизи, а Савин - да пребият до смърт в Сполето.

## Култ
Римската мартирология (Martyrologium Romanum) изброява 6 светии на име Сабин, трима от които епископи, сред които – Св. Сабин от Каноза (починал през 566 г. и честван на 9 февруари) и Св. Сабин от Пиаченца (починал през 420 г. и честван на 11 декември). През 6 век култът към свети Сабин се разпространява и извън Умбрия. На византийските мозайки в базиликата Сант'Аполинаре Нуово в град Равена последният в шествието на светиите е именно SCS SABINVS.
През 954 г. херцогът на Сполето Конрад – син на маркграфа на Ивреа Беренгар II, отива в бащините си земи, за да избяга от чумна епидемия. Той носи със себе си мощите на Св. Сабин, вярвайки, че така защитава Ивреа. Оттогава Сабин е считан за светец-покровител на Ивреа. Според друга традиция в основата на почитането на Сабин в Ивреа стоят чудесата вследствие на застъпничеството на светеца пред Бога. Мощехранителницата с видимата глава на светеца сега се съхранява в сакристията на Катедралата на Ивреа. На 7 юли, деня на литургичното възпоменание, урната с мощите на светеца се носи на шествие по улиците на града. 7 юли, годишнината от донасянето на мощите. Всъщност на тази дата светецът се появява в богослужебния календар на града като „мъченик Св. Савин“, като „тържественост“ в града, на който той е главен покровител и като „празник“ в цялата епархия, на която е вторичен покровител. На тази дата в Ивреа се провежда и един от най-важните в Италия панаири на коне, изключително важни животни за града още от времето на господството на саласите.
Според други източници мощите му се намират все още в Пиемонт, но в енорийската църква на Аляно Терме, където са преместени по заповед на папа Инокентий X през 1667 г. след като са открити в катакомбите на Рим. През първата неделя на септември 1667 г. отец Арулани, енорийски свещеник на Аляно Терме, председателства голямо и многобройно тържествено шествие, съпътстващо влизането в църквата на мощите, поставени в средата на високия олтар.
Посветени са му няколко църкви в Италия:
- Църква на Св. Сабин от 12 век в град Сполето (Chiesa di San Sabino),[5] а неговата епархия все още почита Св. Сабин заедно със светите дякони Екзуперанций и Маркел.
- Енорийска църква на Сереняно (подселище на градчето Чивецано) (Chiesa parrocchiale di S. Sabino, Seregnano) от 13 и 16 век.
- Църква в градчето Тореля (Chiesa di San Sabino e Eremo di San Luca) от 16 – 18 век[6]
- Енорийска църква на село Фрата Тодина (Chiesa parrocchiale di San Sabino) от 17 век[7]
- Църква на Милосърдието, позната и като Енорийска църква на Св. Егидий и Св. Савин (Chiesa della Misericordia или Pieve dei Santi Egidio e Savino) в градчето Монте Сан Савино.

- Катедрала на Ивреа: Мъченичеството на Св. Савин (Карло Когроси, XVIII век)
- Сиена, Ложа на търговците: Статуи на Св. Савин от Федериги и на Св. Петър (Ил Векиета, XV век)
- Църква на Св. Савин в Сереняно (Чивецано)
- Енорийска църква на Св. Сабин във Фрата Тодина
- Църква „Св. Сабин и Св. отшелник Лука“ в Тореля
- Църква на Св. Сабин в Сполето
- Църква на Милосърдието в Монте Сан Савино